# Kecamatan Pagelaran (distrikt i Indonesien, Banten)
Kecamatan Pagelaran är ett distrikt i Indonesien.   Det ligger i provinsen Banten, i den västra delen av landet, 110 km väster om huvudstaden Jakarta.